# Мария Юлиана фон Хоенлое-Лангенбург
Мария Юлиана фон Хоенлое-Лангенбург (на немски: Maria Juliana von Hohenlohe;* 6 юни 1623; † 14 януари 1695, Велцхайм) е графиня от Хоенлое-Лангенбург и чрез женитби имперски шенк на Лимпург-Гайлдорф и графиня на Шмиделфелд (в Зулцбах-Лауфен) в Баден-Вюртемберг и имперски шенк на Лимбург в замък Шпекфелд над Маркт Айнерсхайм в Бавария.

## Произход
Тя е най-малката дъщеря на граф Филип Ернст фон Хоенлое-Лангенбург (1584 – 1628) и съпругата му графиня Анна Мария фон Золмс-Зоненвалде (1585 – 1634), дъщеря на граф Ото фон Золмс-Зоневалде-Поух (1550 – 1612) и графиня Анна Амалия фон Насау-Вайлбург (1560 – 1634). По малкият ѝ брат е граф Хайнрих Фридрих фон Хоенлое-Лангенбург (1625 – 1699).
Мария Юлиана умира на 14 януари 1695 г. във Велцхайм, Щутгарт, на 71 години, и е погребана в Шмиделфелд.

## Фамилия
Първи брак: на 14 ноември 1647 г. във Валденбург с наследствен имперски шенк граф Йохан Вилхелм Шенк фон Лимпург (* 13 декември 1607, Гайлдорф, Швебиш Хал; † 7 ноември 1655, Шмиделфелд), син на имперски шенк Албрехт III Шенк фон Лимпург (1568 – 1619) и фрайин Емилия фон Рогендорф († 1650). Те имат 7 деца:
- Филип Албрехт Шенк фон Лимпург (* 27 септември 1648; † 28 април 1682), наследствен имперски шенк и граф на Лимпург-Гайлдорф, господар на Шмиделфелд, женен I. на 22 септември 1667 г. (развод 1678) за графиня Доротея Мария фон Хоенлое-Валденбург (* 13 юли 1647; † 6 април 1695), II. (1680) за Мария Барбара Грацианус (* 21 февруари 1655; † 25 януари 1734)
- Йохан Фридрих фон Лимпург-Гайлдорф (* 26 май 1651; † 11 юли 1651)
- Вилхелм Хайнрих фон Лимпург-Гайлдорф (* 27 юни 1652, Шмиделфелд; † 12 май 1690), наследствен имперски шенк и граф на Лимпург-Гайлдорф-Шмиделфелд, женен на 12 декември 1675 г. за Елизабет Доротея фон Лимпург-Гайлдорф (* 13 ноември 1656; † 29 януари 1712)
- дете (1649 – 1649)
- Мария Емилия фон Лимпург-Гайлдорф (* 29 септември 1653; † 22 декември 1653)
- Йохан Вилхелм фон Лимпург-Гайлдорф (* 27 септември 1654; † 17 януари 1655)
- София Елеонора, шенка и графиня фон Лимпург в Шмиделфелд (* 29 ноември 1655, Шмиделфелд; † 13 май 1722, Оберзонтхайм), омъжена на 1 септември 1673 г. за граф Фолрат Шенк фон Лимпург (* 12 юни 1641; † 19 август 1713). Тя получава двореца и господството Шмиделфелд след смъртта на брат ѝ Вилхелм Хайнрих, след дълги конфликти с неговите дъщери и техните съпрузи

Втори брак: на 22 ноември 1663 г. в Шмиделфелд с граф Франц Шенк фон Лимпург-Шпекфелд (* 27 юли 1637, Оберзонтхайм; † 16 ноември 1673, Шпекфелд), най-големият син на Георг Фридрих Шенк фон Лимпург (1596 – 1651) и графиня Магдалена Елизабет фон Ханау-Мюнценберг-Лихтенберг (1611 – 1687). Бракът е бездетен.